# ولسوالی پریان
پریان یکی از ولسوالیهای ولایت پنجشیر در شمال خاوری افغانستان است. این ولسوالی از انحلال و تقسیم ولسوالی حصه اول پنجشیر به وجود آمده است.
شهرستان پریان، از شمال شرق به استان‌های  بدخشان و تخار، از جنوب به استان نورستان و از غرببه شهرستان پل حصار اندراب استان بغلان و شهرستان حصه اول پنجشیر هم سرحد است.
طبق پرسش و پاسخ از مردم محل، این شهرستان حدود  ۳۵۰۰۰ هزار نفر نفوس دارد که در بیشتر ازپنجاه قریه زندگی می‌کنند.
مردم شهرستان پریان، ۱۰۰٪ درصد تاجیکتبار، مسلمان حنفی مذهب و مردم فرهنگ دوست میباشند.
مراکز تعلیمی شهرستان پریان عبارت از لیسه عالی کرپیتاب، لیسه نسوان امهات المومینین، لیسه یعقوبی، لیسه انوری، مکتب  متوسطه پسمزار، مکتب متوسطه چمار، مکتب متوسطه آریب، مکتب متوسطه خاواک، مکتب متوسطه دو آبی، مکتب متوسطه تل، مدرسه عالی انوری و مدرسه خلفای راشدین کرپیتاب می باشد.
موقعیت جغرافیایی شهرستان پریان، این منطقه را نسبت به سایر مناطق پنجشیر متمایز ساخته است.
شهرستان پریان از سال ۱۳۸۳به بعد که جاده اسفالت در آن احداث گردید، یکی از مراکز مهم سیاحتی در سطح افغانستان قرار گرفته و سالانه صدها هزار سیاح داخلی و خارجی از آن ومخصوصا از دره مرغدل( شالروز-کوتل انجمن) بازدید می‌کنند.  
احمدشاه مسعود قهرمان ملی افغانستان نسبت سوق الجیشی این شهرستان، پریان را مرکز نظامی،سیاسی، فرهنگی و قضایی خود در زمان اشغال افغانستان توسط شوروی ها در دوره جهاد ( ۱۹۷۹-۱۹۸۹) قرار داده بود.
در دوره مقاومت اول بر ضد طالبان، این شهرستان یگانه راه اکمالاتی جبهات کابل، کوهدامن، شمالی،پروان و کاپیسا به صفحات شمال بدخشان و تاجیکستان قرار داشت. مسیر تجارت سنگ لاجوردبدخشان نیز از این شهرستان عبور می‌کند. این شهرستان دارای معادن زیادی مانند معدن زمرد وسایر سنگهای قیمتی می باشد.
.……………..
شعراء و شخصیتهای فرهنگی شهرستان پریان پنجشیر:
- شمس الرحمن عزیزی شاعر و ماستر علوم سیاسی.
- شفیق الله شهبر ماستر روابط بین الملل و استاد دانشگاه.
- نظری پریانی روز نامه نگار و نویسنده.
- ملا قلندر ( وفات قرن ۱۱ ه ش).
- مرزا عبدالغفور یعقوبی از شاعران نامدار پریان در قید حیات.
- فقیری متوفی قرن ۱۲ ه ش .
-مولوی محمد انور انوری وفات دهه۱۳۶۰ه ش می باشد.
شخصیت های برجسته و شهیر پریان:
-برگت قلندر بیگ خان از پیش گامان فتح نورستان.
- وکیل سکندربیگ خان، از اعضای دوره یازدهم شواری ملی، از بنیان گذاران جهادعلیه شوروی سابق در پنجشیر  متوفی ۱۳۶۳ ه ش.
- الحاج تورنجنرال قلندربیگ خان، از یاران وفادار قهرمان ملی شهید احمد شاه مسعود واز بنیان گذاران جهاد در پنجشیر،و از  فرماندهان نامدار جهاد و مقاومت، فرمانده فرقه 16 زرهدار (1371)، رئیس اسبق وسلتون وزارت دفاع ملی، متولد 1324 ه ش-متوفی 1400 ه ش.
- وکیل نجم الدین خان، معاون شورای ولایتی پنجشیر (1383-1388)
- الحاج زلمی نوری، عضو مجلس نمایندگان (۱۳۹۶-۱۴۰۱).
-حاجی میر نعیم بیگ خان از بنیانگزاران جهاد در پنجشیر در قید حیات.
- مولوی حبیب الله حسام، ریس شورای علمای ۳۴ ولایت افغانستان و عضو جبهه مقاومت.
- شهیدمحراب مولانا عزیزالله مفلح، خطیب مسجد جامع شیرشاه سوری کابل، عضو شورای علمای افغانستان،شهادت 1399 ه ش. 
- مامور عصمت الله خان، آمر امنیت اسبق و لایت پنجشیر
- مولانا نورالحق آخندزاده،  متوفی ۱۳۹۳ ه ش.
-شهید میر زمرالدین خان از نخستین شهدای جهاد مقدس مردم پنجشیر علیه قشون سرخ شوروی سابق. شهادت 1357 ه.ش
- دکتور محمد عارف (حافظ) قاضی/ریس محکمه کابل و معاؤن کمیسیون مستقل نظارت بر تطبیققانون اساسی افغانستان (۱۳۹۴-۱۴۰۱)
- دپلوم انجینر محمد ظاهر ریس دفتر شورای وزیران افغانستان ( ۱۳۶۶-۱۳۷۱).
- وکیل نور احمد حنفی، عضو لویه جرگه اضطراری ۱۳۸۲ و ریس اسبق کمیسیون مستقل انتخابات ولایت پنجشیر.
- سناتور ملا محمد فیضی عضو مجلس سنا (۱۴۸۴-۱۳۸۸)
فرمانده ملا محمد رفیع، فرمانده محمودبیگ، فرمانده یار محمد، فرمانده محمد امین، فرمانده عطالحق.
الحاج فضل احمد بای، از بنیان گذاران جهاد در پنجشیر، وفات ۱۳۹۶.
- حاجی رسول از بنیان گذاران جهاد در پنجشیر، وفات ۱۳۶۵.
- شهید قوماندان عدالمجید
- الحاج باشی محمد میر
- مرحوم قوماندان محمد اکبر کوهسار
- ملا نصر الله پریانی از بنیانگذاران جهاد بر علیه شوروی سابق -
حاجی سارنوالی عبدالاحد احمدی از شخصیت های برجسته و قلم بدست این ولسوالی.
- جنرال باز محمد، از بنیان گذاران جهاد، در قید حیات است.
- حاجی محمد میر، یکی از بنیان گذاران دوره جهاد، وفات ۱۳۹۲.
، الحاج محمد حسین وفات ۱۴۰۰ ه ش، الحاج رئیس محمد، قریه دار عبدالله شاه، ارکان حرب دگر‌وال ضیاء الدین.
نوت: معلومات فوق موثق است و از طریق تحقیق میدانی در شهرستان پریان از مردم محل جمع آوریشده است. (۳)
منابع طبیعی:
- در ولسوالی پریان معادن زمرد، بیروج، نقره و یخک کشف گردیده ولی تا هنوز به صورت فنی استخراج نشده.